# Krigsåret 1911

## Pågående krig
- Filippinsk-amerikanska kriget (1898-1913)

- Italiensk-turkiska kriget (1911-1912)[1]
  - Italien på ena sidan
  - Osmanska riket på andra sidan

- Mexikanska revolutionen (1910-1917)

- Wadaikriget (1909-1911)

## Händelser

### September
- 27 - Italien sänder Turkiet ett ultimatum angående förhållandena i Tripolis.[2]
- 29 - Turkiet avvisar Italiens ultimatum, varpå krigstillstånd inträder.[2]

### Oktober
- 2 - Turiket vädjar till stormakterna om medling.[2]
- 18 - Italien intar Derma.[2]
- 20 - Italien intar Bengasi.[2]
- 21 - Italien intar staden Homs.[2]

### November
- 9 - Italienarna tvingas retirera efter ett misslyckat anfall i slaget vid Tobruk

### December
- 13 - Italienarna besätter området från Tripolisoasen till Tagiura.[2]

### Fotnoter
1. ↑  ”Chronological List of All Wars”. Arkiverad från originalet den 9 oktober 2014. https://web.archive.org/web/20141009082543/http://www.correlatesofwar.org/COW2%20Data/WarData_NEW/WarList_NEW.pdf. Läst 29 juni 2011.
2. 1 2 3 4 5 6 7  Almanack för alla 1917